# Comuna Țifești, Vrancea
Țifești este o comună în județul Vrancea, Moldova, România, formată din satele Bătinești, Clipicești, Igești, Oleșești, Pătrășcani, Sârbi, Țifești (reședința) și Vitănești.

## Așezare
Comuna Țifești este situată în zona de contact a Subcarpaților Vrancei cu Câmpia Râmnicului, la poalele de NE a Măgurii Odobești, și cele de SE ale Dealului Momâia, pe malul stâng al râului Putna și pe malul drept al râului Șușița, la 6 km față de orașul Panciu. Este străbătută de șoseaua județeană DJ205E, care o leagă spre nord-vest de Vidra, Vizantea-Livezi și Câmpuri, și spre sud-vest de Garoafa (unde se termină în DN2).

## Demografie
Componența etnică a comunei Țifești
     Români (93,58%)
     Alte etnii (6,42%)
Componența confesională a comunei Țifești
     Ortodocși (93,5%)
     Alte religii (0,06%)
     Necunoscută (6,44%)
Conform recensământului efectuat în 2021, populația comunei Țifești se ridică la 5.028 de locuitori, în scădere față de recensământul anterior din 2011, când fuseseră înregistrați 5.197 de locuitori. Majoritatea locuitorilor sunt români (93,58%). Din punct de vedere confesional, majoritatea locuitorilor sunt ortodocși (93,5%), iar pentru 6,44% nu se cunoaște apartenența confesională.

## Politică și administrație
Comuna Țifești este administrată de un primar și un consiliu local compus din 13 consilieri. Primarul, Gabriel Postolache[*], de la Partidul Național Liberal, este în funcție din 2004. Începând cu alegerile locale din 2024, consiliul local are următoarea componență pe partide politice:
|  | Partid                          | Consilieri | Componența Consiliului | Componența Consiliului | Componența Consiliului | Componența Consiliului | Componența Consiliului | Componența Consiliului | Componența Consiliului |
|  | ------------------------------- | ---------- | ---------------------- | ---------------------- | ---------------------- | ---------------------- | ---------------------- | ---------------------- | ---------------------- |
|  | Partidul Național Liberal       | 7          |                        |                        |                        |                        |                        |                        |                        |
|  | Alianța Dreapta Unită           | 3          |                        |                        |                        |                        |                        |                        |                        |
|  | Partidul Social Democrat        | 2          |                        |                        |                        |                        |                        |                        |                        |
|  | Alianța pentru Unirea Românilor | 1          |                        |                        |                        |                        |                        |                        |                        |

## Istorie
La sfârșitul secolului al XIX-lea, comuna făcea parte din plasa Gârlele a județului Putna, și avea în compunere satele Oleșești, Sârbi și Țifești, cu 1921 de locuitori. În comună funcționau cinci biserici, o școală mixtă și o moară de apă.
La acea vreme, pe teritoriul actual al comunei mai funcționau comuna Clipicești (în aceeași plasă) și comuna Bătinești (în plasa Șușița). Comuna Clipicești era formată din satele Clipicești, Vităneștii de Jos și Vităneștii de Sus și avea 864 de locuitori, două biserici și o școală mixtă cu 10 elevi (din care 4 fete). Comuna Bătinești, cu satele Bătinești, Igești și Pătrășcani, avea 855 de locuitori, trei mori de apă, două biserici și o școală mixtă cu 35 de elevi (din care 3 fete).
Anuarul Socec din 1925 consemnează comunele în același județ — comuna Țifești în plasa Zăbrăuți, iar comunele Bătinești și Clipicești —în plasa Gârlele. Comuna Țifești avea în satele Oleșești, Sârbi, Țifești și Tufele 2131 de locuitori. Comuna Clipicești avea 845 de locuitori în satele Clipicești și Vitănești, iar comuna Bătinești avea în aceleași trei sate menționate mai sus 1082 de locuitori.
În 1950, comunele au fost arondate raionului Panciu din regiunea Putna, apoi (după 1952) din regiunea Bârlad și (după 1956) din regiunea Galați. La reorganizarea administrativă din 1968, au fost trecute la județul Vrancea și comasate într-o singură comună — Țifești. Tot atunci, satul Tufele a fost desființat și integrat în satul Țifești.

## Monumente istorice
Șase obiective din comuna Țifești sunt incluse în lista monumentelor istorice din județul Vrancea ca monumente de interes local. Două sunt clasificate ca situri arheologice — așezarea medievală din secolele al XIV-lea–al XVIII-lea aflată la limita dintre satele Igești și Bătinești; și cimitirul din aceeași perioadă aflat în zona magazinului sătesc din satul Bătinești. Celelalte patru sunt clasificate ca monumente de arhitectură: în satul Țifești se află casa Sclavone cu anexele ei (aflată înc entrul satului), datând de la 1860, și casa Duță, datând de la sfârșitul secolului al XIX-lea; în satul Vitănești se află casa Cincu (la intrarea în sat, dinspre Sârbi), datând din secolul al XIX-lea, și o moară de apă din 1615, aflată în aceeași zonă.

## Personalități locale
- Sergiu Macarie (1920 - 2016), deputat;
- Constantin Coroiu (n. 1943), eseist, critic literar;
- Nicolae-Ciprian Nica (n. 1958), deputat.